# Chat
Chat er i it-terminologi betegnelsen for en diskussion eller snak mellem flere personer eller robotter via et datanet i realtid (det vil sige uden mærkbar tidsforsinkelse), i modsætning til diskussion via e-mail eller nyhedsgrupper.
Populære deciderede chatklienter/-tjenester på internet er blandt andre AIM, ICQ, Jabber, Windows Live Messenger og Yahoo! Messenger.
En anden udbredt form for chat er Internet Relay Chat (IRC). På Wikipedias IRC-kanal kan man eksempelvis træffe andre af encyklopædiens brugere fra hele verden.

## Computerprogrammer og protokoller
- AOL Instant Messenger (AIM)
- Discord
- Google Talk
- ICQ (OSCAR)
- Internet Relay Chat (IRC)
- Jabber (XMPP)
- MUD
- Pichat
- Pidgin
- SILC
- Skype
- Steam
- Teamspeak (TS)
- Windows Live Messenger
- Yahoo! Messenger